# Veliki Izvor
Veliki Izvor (en serbe cyrillique : Велики Извор) est une localité de Serbie située sur le territoire de la ville de Zaječar, district de Zaječar. Au recensement de 2011, elle comptait 2 373 habitants.
Veliki Izvor est officiellement classé parmi les villages de Serbie.

## Démographie

### Évolution historique de la population
| 1948  | 1953  | 1961  | 1971  | 1981  | 1991  | 2002  | 2011  |
| ----- | ----- | ----- | ----- | ----- | ----- | ----- | ----- |
| 3 758 | 3 676 | 3 598 | 3 363 | 3 062 | 2 945 | 2 684 | 2 373 |

|  |